# Lembah (Babadan)
Lembah is een bestuurslaag in het regentschap Ponorogo van de provincie Oost-Java, Indonesië. Lembah telt 4726 inwoners (volkstelling 2010).